# Fresia Saavedra
Fresia Raquel Saavedra Gómez (Guayaquil, 8 de septiembre de 1933-Guayaquil, 18 de julio de 2024) también conocida como La Señora del Pasillo, fue una cantante de pasillo ecuatoriana. Era la madre de la cantante Hilda Murillo.

## Biografía
Fresia nació el 8 de septiembre de 1933, en la ciudad de Guayaquil, en las calles Chanduy y 9 de octubre.
Se casó con Washington Murillo, dueño de la disquera El Cóndor, y con quien tuvo una hija llamada Hilda Murillo.
Inició su carrera artística a los 5 años de edad, y grabó en seis temas musicales con Julio Jaramillo cuando este recién iniciaba su carrera, para la disquera de su esposo. Junto a Blanca Palomeque conformó el dúo "Las Porteñitas" y más tarde el dúo Saavedra-Mendoza con Maruja Mendoza.
Autora de 37 composiciones musicales nacionales, la canción "El ladrón" fue creada por el compositor colombiano Arturo Ruiz del Castillo e interpretada por ella. En su repertorio tiene varias canciones para campañas políticas.
Ha ocupado el cargo de supervisora de educación en el magisterio. También enseñó canto en el Museo Municipal de música popular Julio Jaramillo en el Puerto Santa Ana.
Ella es una de las mejores exponentes del pasillo ecuatoriano.
Falleció el 18 de julio de 2024 a la edad de 90 años, luego de permanecer internada en el hospital por complicaciones en los riñones e hígado debido a la diabetes y por una caída que sufrió.